# Víctor Dotti
Víctor Dotti (24 de octubre de 1907, Molles del Pescado, Florida - 25 de abril de 1955, Montevideo) fue un escritor uruguayo.

## Biografía
Pasó sus primeros años en la zona rural del departamento de Florida y posteriormente recibió educación primaria y secundaria en la capital departamental. Se radicó en Montevideo en 1921 comenzando sus estudios en Derecho que posteriormente abandonó.
En 1929 publicó el libro de cuentos Los alambradores con el cual logró el reconocimiento de la crítica y el interés de Carlos Reyles quien le otorgó a su obra un lugar importante en el texto El nuevo sentido de la narración gauchesca (1930), junto a los también jóvenes Francisco Espínola y Valentín García Saiz.
A nivel político, fue cercano al Partido Socialista y contribuyó a la lucha antifascista y en la resistencia a la dictadura de Terra. Debido a esta actividad abandonó la escritura de ficción y se dedicó a la escritura de corte político, editando dos libros. Luego del pacto nazi-soviético de 1939 comenzó una férrea militancia anticomunista la cual se materializó por ejemplo en ataques al gobierno guatemalteco de Jacobo Arbenz.
Desde 1934 trabajó como profesor de literatura en la enseñanza media, dando clases en Sarandí Grande (Florida) y desde los primeros años de la década de 1940 en Montevideo. Hacia el final de su vida, comenzó a escribir una novela de la cual solo dejó unos borradores de los primeros capítulos.
Fue tío materno de Juan Cunha, a quien guio en su formación autodidacta como poeta.

## Obra

### Cuentos
- Los alambradores (cuentos. 1929)
- Los alambradores (2.ª edición que agrega dos nuevos cuentos con prólogo de Carlos Scaffo. Universo. 1952)
- Los alambradores y otras narraciones (3.ª edición póstuma que incorpora dos capítulos de la novela inédita e inconclusa que dejó al final de su vida junto a un capítulo de valoraciones sobre Los alambradores de Carlos Scaffo. Arca. 1968)

### Ensayos políticos
- Veintidós meses de traición: desde el pacto nazi-soviético hasta la agresión a la U.R.S.S. (Publicaciones de la Alianza de Trabajadores Intelectuales. 1941)
- La agonía del hombre: Examen de la Rusia soviética (Ediciones Universo. 1948)
- «Toda la verdad» sobre Guatemala (Movimiento Juvenil Antitotalitario. 1954)